# Kawamura Kageaki
Kawamura Kageaki est un nom japonais traditionnel ; le nom de famille (ou le nom d'école), Kawamura, précède donc le prénom (ou le nom d'artiste).
Le vicomte Kawamura Kageaki (川村 景明, 8 avril 1850-28 avril 1926) est un maréchal de l'armée impériale japonaise.

## Biographie
Kawamura est né à Kagoshima au domaine de Satsuma (actuelle préfecture de Kagoshima). Il combat pour la première fois comme samouraï lors de la guerre anglo-Satsuma de 1863 à 13 ans. Il fait partie des forces de Sastuma durant la guerre de Boshin contre le shogunat Tokugawa. Après la restauration de Meiji de 1868, il est nommé commandant de la garde impériale. Il est également commandant lors de la répression de plusieurs révoltes du début de l'ère Meiji, comme la rébellion de Hagi et la rébellion de Satsuma.
Kawamura mène sa division de la garde impériale durant la première guerre sino-japonaise et combat au front à Taïwan. Après cette guerre, il reçoit le titre de baron (danshaku) selon le système de noblesse kazoku.
Durant la guerre russo-japonaise de 1904-1905, Kawamura succède au prince Fushimi Sadanaru comme commandant de la 10e division, et sert notamment lors de la bataille du fleuve Yalou. En janvier 1905, étant promu général, il est nommé commandant de la 5e armée et participe à la bataille de Mukden. Après la victoire du Japon, l'empereur Meiji l'élève au titre de vicomte (shishaku).
Après la guerre, Kawamura sert comme chef de la garnison de Tokyo, et en 1915, il devient maréchal.
Il est décoré de l'ordre du Milan d'or (1re classe), de l'ordre du Soleil levant (1re classe), et du Grand cordon de l'ordre du Chrysanthème.
Sa tombe se trouve au cimetière d'Aoyama à Tokyo.